# Liste der Landesstraßen in Rheinland-Pfalz ab der L 1
Diese Liste der Landesstraßen in Rheinland-Pfalz ab der L 1 ist eine Auflistung der einstelligen, zweistelligen und solcher Landesstraßen mit der führenden Ziffer 1 im deutschen Land Rheinland-Pfalz. Als Abkürzung für diese Landesstraßen dient der Buchstabe L.
Diese Seite enthält die Landesstraßen ab der L 1. Die weiteren Landesstraßen stehen auf den folgenden Seiten:
- Liste der Landesstraßen in Rheinland-Pfalz ab der L 201
- Liste der Landesstraßen in Rheinland-Pfalz ab der L 401

Die Bundesautobahnen und Bundesstraßen werden gestalterisch hervorgehoben.

## Liste
Der Straßenverlauf wird in der Regel von Nord nach Süd und von West nach Ost angegeben.

### L 1 ff
| Nr.   | Verlauf |
| ----- | --- |
| L 1   | – Roth bei Prüm – Auw bei Prüm – Radscheid – L 17 – Bleialf – L 12 – Großlangenfeld – – L 16 – L 9 – Großkampenberg – L 15 – Lützkampen – Harspelt – Sevenig (Our) – Karschelt – Dahnen – Preischeid – Sevenig bei Neuerburg – L 10 – Dauwelshausen – Rodershausen – Bauler – Obersgegen – Körperich – L 8 – Seimerich – Niedersgegen – L 2 – L 6 – Bollendorf – L 3 – / in Echternacherbrück |
| L 2   | L 1 – Biesdorf – Kruchten – Hommerdingen – Freilingerhöhe – L 3 – Schankweiler – Holsthum – L 4 – Wolsfeld – Meckel – Idenheim – Auw an der Kyll – Orenhofen – Schönfelderhof – L 46 |
| L 3   | L 8 in Mettendorf – Freilingerhöhe – L 2 – L 1 in Bollendorf |
| L 4   | L 10 in Neuerburg – Sinspelt – L 8 – – Mettendorf – L 8 – Peffingen – L 7 – Holsthum – L 2 – Prümzurlay – Irrel – – L 40 – in Minden (Sauer) |
| L 5   | – Giesdorf – L 16 – Schönecken – L 10 – Nimsreuland – Lasel – L 33 – Seffern – L 34 – Bickendorf – L 7 – L 12 – |
| L 6   | – Roth an der Our – Bundesgrenze – (Nationalstraße 10 in Luxemburg) – Bundesgrenze – Wallendorf – L 1 |
| L 7   | L 5 in Bickendorf – Ließem – L 12 – Wiersdorf – L 9 – Hermesdorf – Wißmannsdorf – Brecht – Oberweis – Bettingen – Wettlingen – L 4 in Peffingen |
| L 8   | L 9 – Weidingen – Utscheid – Niederraden – L 4 in Sinspelt – ( ) – Niehl – Burg – Mettendorf – L 4 – L 3 – Hüttingen bei Lahr – L 1 in Körperich |
| L 9   | L 1 – L 15 – Niederüttfeld – Halenbach – Krautscheid – L 10 – Philippsweiler – L 8 – Altscheid – Koosbüsch – Hermesdorf – L 7 – |
| L 10  | (Nationalstraße 10 in Luxemburg) – Bundesgrenze – Gemünd (Our) – L 1 – Karlshausen – Leimbach (bei Neuerburg) – Neuerburg – L 4 – L 9 – Krautscheid – Waxweiler – L 12 – Lascheid – Nimsreuland – L 5 – Schönecken – Seiwerath – L 32 – L 16 – Niederhersdorf – Wallersheim (Eifel) – L 30 – Büdesheim – – L 24 – Scheuern – Oberbettingen – Hillesheim – Kerpen (Eifel) – L 70 – Ahütte – L 69 (– Abzweig zur Landesgrenze – (L 168 in Nordrhein-Westfalen)) – L 72 – Wirft – Honerath – Adenau – – L 90 – – Arft – Langenfeld – Kirchwald – L 83 |
| L 11  | – / |
| L 12  | L 1 in Bleialf – Brandscheid (Eifel) – L 20 – L 18 – Pronsfeld – L 16 – – Lünebach – Waxweiler – L 10 – Lambertsberg – L 33 – Oberweiler (Eifel) – L 7 – L 5 |
| L 13  | – Jucken – L 10 in Wolperdorf |
| L 14  | L 15 in Lautzerath – in Irrhausen |
| L 15  | (Nationalstraße 693 in Belgien) – Bundesgrenze – Lützkampen – L 1 – Leidenborn – Lautzerath – L 14 – L 9 – Oberüttfeld – Euscheid – in Lünebach |
| L 16  | (Nationalstraße 646 in Belgien) – Bundesgrenze – Steinebrück – Winterspelt – L 1 – Habscheid – Pronsfeld – L 12 – – Schloßheck – L 11 – Oberlauch – L 5 – Schönecken – L 10 – Mürlenbach – L 24 – – Meisburg – Desserath – Bettenfeld – Manderscheid – L 46 – – L 64 – Gillenfeld – Lutzerath – L 52 – L 106 – Gevenich – |
| L 17  | (Nationalstraße 695 in Belgien) – Bundesgrenze – Bleialf – L 1 – L 20 – Sellerich – in Prüm |
| L 18  | L 12 – in Watzerath |
| L 20  | in Hallschlag – Ormont – – L 17 – L 12 in Brandscheid |
| L 21  | in Dockweiler – |
| L 22  | (L 17 in Nordrhein-Westfalen) – Landesgrenze – |
| L 23  | – Reuth (Eifel) – Neuendorf (Eifel) – Olzheim – |
| L 24  | (L 110 in Nordrhein-Westfalen) – Landesgrenze – – Stadtkyll – Schönfeld – Steffeln – L 25 – Duppach – L 10 – Müllenborn – Lissingen – Birresborn – L 30 – Mürlenbach – L 16 – Densborn – L 33 – Zendscheid – St. Thomas – L 34 – Kyllburg – |
| L 25  | L 24 – Lehnerath – Lissendorf – in Birgel |
| L 26  | (L 115 in Nordrhein-Westfalen) – Landesgrenze – Mirbach – Wiesbaum – in Hillesheim (Eifel) |
| L 27  | – L 29 – Rockeskyll – Pelm – Kirchweiler – L 28 – Neroth – Oberstadtfeld – Niederstadtfeld – L 65 – Schutz – L 46 |
| L 28  | L 27 in Kirchweiler – Steinborn – Neunkirchen – in Pützborn |
| L 29  | L 27 – Bewingen – Gerolstein – Büscheich – Salm (Eifel) – |
| L 30  | – Fleringen – Wallersheim (Eifel) – L 10 – Kopp – L 24 in Birresborn |
| L 32  | L 10 in Seiwerath – Neustraßburg – L 33 – Balesfeld – Staffelstein – L 34 – – Nattenheim – in Bitburg |
| L 33  | L 12 – Plütscheid – – L 5 – Nimshuscheid – Neustraßburg – L 32 – L 24 in Densborn |
| L 34  | L 5 in Seffern – Sefferweich – Staffelstein – L 32 – Malbergweich – Malberg (Eifel) – Kyllburg – L 24 – – Oberkail – L 36 – L 46 – L 60 – Großlittgen – L 46 – Minderlittgen – Hupperath – Burg/Salm – / |
| L 35  | L 36 in Oberkail – L 46 |
| L 36  | L 34 in Oberkail – L 35 – Gindorf – L 37 – Pickließem – Dudeldorf – Philippsheim – Speicher – L 39 – L 46 |
| L 37  | in Badem – L 36 in Gindorf |
| L 38  | in Badem – in Dudeldorf |
| L 39  | – Speicher – L 36 – L 46 – Herforst – in Binsfeld |
| L 40  | L 4 – Eisenach – / |
| L 42  | (nicht klassifizierte Straße in Luxemburg) – Bundesgrenze – Ralingen – Olk – Newel – L 43 in Butzweiler |
| L 43  | – Grewenich – Trierweiler – Hohensonne – Aach (bei Trier) – L 44 – Beßlich – Butzweiler – L 42 – Kordel – Daufenbach – Schleidweiler – Zemmer – L 46 – Heidweiler – L 49 – L 50 – Dreis – L 141 |
| L 44  | L 43 in Aach (bei Trier) – |
| L 46  | – Beinhausen – L 67 – Daun – – L 64 – Weiersbach – L 65 – L 27 – Bleckhausen – Manderscheid – L 16 – Großlittgen - L 60 - L 34 – L 35 – – Spangdahlem – – L 39 – L 36 – L 2 – L 43 – L 47 in Trier-Quint |
| L 47  | in Trier-Quint – L 46 – Föhren – L 48 – L 141 – Sehlem (Eifel) – Pohlbach – L 50 – L 53 – Osann-Monzel – L 158 – Lieser – Bernkastel-Kues – |
| L 48  | L 47 in Föhren – L 141 – – Bekond – Thörnich – Köwerich – Leiwen – L 148 |
| L 49  | L 50 in Arenrath – Niersbach – L 43 – Heidweiler – Dierscheid – Erlenbach – L 141 in Hetzerath (Eifel) |
| L 50  | in Binsfeld – Arenrath – L 49 – Dreis – L 43 – L 141 – Salmrohr – L 52 – Pohlbach – L 47 – Piesport – |
| L 52  | L 50 – L 53 – Altrich – L 141 – / – Wittlich – Hasborn (Eifel) – L 64 – Oberscheidweiler – Lutzerath – L 103 – L 16 – Alflen – Müllenbach (bei Mayen) – L 95 – Laubach – L 99 – L 100 – Neuhof – Kaisersesch – L 108 – L 98 – Düngenheim – Kehrig – L 82 – Polch – L 113 – Kerben – L 112 – L 117 – – L 125 – Koblenz – L 98 – |
| L 53  | – L 52 – Platten (bei Wittlich) – L 47 – L 52 |
| L 54  | in Neuerburg (Wittlich) – Bombogen – L 55 – Wengerohr – |
| L 55  | – L 54 – Bombogen – L 56 in Ürzig |
| L 56  | in Bausendorf – L 57 – Ürzig – L 55 – |
| L 57  | L 56 – L 58 in Kinderbeuern |
| L 58  | in Kinderbeuern – L 57 – Kinheim – |
| L 60  | L 64 – Laufeld – Oberöfflingen – Schladt – Großlittgen – L 46 – L 34 – Heeg – in Landscheid |
| L 64  | L 46 in Gemünden – L 65 – Eckfeld – L 16 – L 60 – L 52 in Hasborn |
| L 65  | L 27 in Niederstadtfeld – Üdersdorf – L 46 – Trittscheid – L 64 |
| L 66  | L 67 – Darscheid – L 91 – Steiningen – Steineberg – |
| L 67  | in Dreis – – L 46 – Nerdlen – Sarmersbach – L 66 – Gefell – L 101 in Hörschhausen |
| L 68  | L 70 in Nohn – Stroheich – in Daun – Mehren – – 421 |
| L 69  | (L 167 in Nordrhein-Westfalen) – Landesgrenze – L 10 |
| L 70  | (L 65 in Nordrhein-Westfalen) – Landesgrenze – Ahütte – L 10 – Nohn – L 68 – Bongard – L 72 – Kelberg – L 71 – |
| L 71  | L 70 in Kelberg – |
| L 72  | L 10 – Trierscheid – Dankerath – Senscheid – Bodenbach – Gelenberg – L 70 |
| L 73  | in Müsch – Antweiler – Fuchshofen – L 74 – L 75 – Schuld (Ahr) – Insul – in Dümpelfeld |
| L 74  | (L 151 in Nordrhein-Westfalen) – Landesgrenze – Falkenberg – Hümmel – Wershofen – L 73 |
| L 75  | (L 165 in Nordrhein-Westfalen) – Landesgrenze – L 73 |
| L 76  | (L 234 in Nordrhein-Westfalen) – Landesgrenze – Binzenbach – L 77 – Burgsahr – in Kreuzberg (Ahr) |
| L 77  | (L 497 in Nordrhein-Westfalen) – Landesgrenze – Kirchsahr – L 76 in Binzenbach |
| L 78  | (L 492 in Nordrhein-Westfalen) – Landesgrenze – Kalenborn (bei Altenahr) – |
| L 79  | L 83 in Ringen – Beller – – Oeverich – L 80 – Niederich – Leimersdorf – Birresdorf – in Remagen |
| L 80  | (L 267 in Nordrhein-Westfalen) – Landesgrenze – Oeverich – L 79 – Nierendorf – Gimmigen – in Heppingen |
| L 81  | (L 163 in Nordrhein-Westfalen) – Landesgrenze – L 83 |
| L 82  | – Sinzig – L 86 – Franken – Waldorf – L 87 – / – Niederzissen – L 111 – Wehr (Eifel) – L 114 – Bell (bei Mendig) – L 120 – Ettringen (Eifel) – Mayen – L 83 – L 98 – – – L 52 – Kollig – Mertloch – Naunheim – L 110 – Münstermaifeld – L 113 – L 122 in Lehmen |
| L 83  | (L 471 in Nordrhein-Westfalen) – Landesgrenze – – Gelsdorf – L 81 – Vettelhoven – Bölingen – Ringen – Lantershofen – Bad Neuenahr-Ahrweiler – Königsfeld (Eifel) – L 86 – Schalkenbach – Niedervinxt – Mittelvinxt – Obervinxt – L 85 – Hannebach – L 111 – – Kempenich – Weibern (Eifel) – L 114 – Wabern – Morswiesen – Volkesfeld – L 10 – L 82 in Mayen |
| L 84  | – Bad Neuenahr-Ahrweiler – L 85 in Ramersbach |
| L 85  | in Ahrbrück – Kesseling – L 90 – Staffel – Niederheckenbach – Watzel – Ramersbach – L 84 – L 83 |
| L 86  | L 83 in Königsfeld – L 88 – L 87 – L 82 |
| L 87  | L 86 in Königsfeld – Waldorf – L 82 – Gönnersdorf (bei Bad Breisig) – Rheineck – Rhein () – |
| L 88  | L 86 in Königsfeld – Dedenbach – Rodder – L 111 in Niederzissen |
| L 90  | L 85 in Kesseling – Weidenbach – Herschbach – Kaltenborn – L 10 |
| L 91  | L 96 – Horperath – L 101 – Ulmen (Eifel) – Schönbach (Eifel) – Darscheid – L 66 – / |
| L 92  | – L 93 – |
| L 93  | in Müllenbach (bei Adenau) – Nürburg – L 92 |
| L 94  | – Welcherath – Brücktal – |
| L 95  | – Mannebach (Eifel) – Retterath – L 96 – Lirstal – L 52 in Laubach |
| L 96  | L 101 in Mosbruch – L 91 – Gunderath – Uersfeld – L 95 – Lirstal – Oberelz – Niederelz – L 97 – L 98 in Monreal |
| L 97  | in Hirten – Luxem – Weiler (bei Mayen) – L 96 |
| L 98  | L 52 in Koblenz – L 125 – Bassenheim – L 123 – L 117 – Ochtendung – L 120 – L 113 – Mayen – – L 82 – – Monreal – L 96 – L 99 – Kaisersesch – L 52 – L 108 – – L 100 – Landkern – L 107 – Cochem – Valwig – Bruttig-Fankel – Beilstein – Briedern – Mesenich – Senheim – – L 200 – Grenderich – L 199 – |
| L 99  | L 52 in Laubach – Hauroth – Urmersbach – L 98 |
| L 100 | – L 52 – L 98 |

### L 101 ff
| Nr.   | Verlauf |
| ----- | --- |
| L 101 | – Mosbruch – L 96 – Hörschhausen – L 67 – L 91 – in Ulmen |
| L 102 | in Auderath – Filz – L 16 in Driesch |
| L 103 | L 52 in Lutzerath – Kennfus – L 104 – Bad Bertrich – |
| L 104 | in Hontheim – L 103 |
| L 105 | – Reil – |
| L 106 | L 16 – Urschmitt – Kliding – Beuren (Eifel) – |
| L 107 | L 98 in Landkern – Illerich – Kail – in Pommern (Mosel) |
| L 108 | L 52 in Kaisersesch – L 98 – L 109 – Hambuch – Binningen – L 110 – Karden – Treis – L 202 – Lieg – Lahr (Hunsrück) – Zilshausen – Korweiler – Uhler – Kastellaun – Hasselbach (Hunsrück) – L 225 – L 227 – Külz (Hunsrück) – Keidelheim – L 226 – Kümbdchen – Simmern/Hunsrück – L 218 – – Holzbach – Tiefenbach (Hunsrück) – L 230 – Winterbach (Soonwald) – Winterburg – L 238 – Bockenau – L 237 – Waldböckelheim – – L 234 – Hüffelsheim – L 236 |
| L 109 | L 108 – Gamlen – Kaifenheim – L 110 in Brohl |
| L 110 | L 82 in Naunheim – Pillig – Möntenich – Brohl – L 109 – L 108 |
| L 111 | L 83 in Hannebach – Wollscheid – Niederdürenbach – Oberzissen – Niederzissen – L 88 – L 82 – |
| L 112 | L 52 – Lonnig – Rüber – L 122 – Küttig – L 113 in Münstermaifeld |
| L 113 | in Bad Tönisstein – L 116 – L 115 – Maria Laach – Mendig – Thür – L 98 – Trimbs – Polch – L 52 – Gappenach – Münstermaifeld – L 82 – L 112 – Metternich – in Hatzenport |
| L 114 | in Burgbrohl – Glees – L 115 – L 82 – Wehr (Eifel) – – L 83 in Weibern |
| L 115 | L 114 in Glees – L 113 |
| L 116 | L 113 – Nickenich – L 119 – L 118 – L 117 in Andernach |
| L 117 | in Namedy – Andernach – L 116 – – Plaidt – L 123 – – L 98 – – L 52 – in Kobern |
| L 118 | L 119 – L 116 |
| L 119 | L 116 – L 118 – in Kruft |
| L 120 | L 82 in Bell (bei Mendig) – Mendig – – L 98 |
| L 121 | Andernach – Weißenthurm – Urmitz – Koblenz – K 12 |
| L 122 | L 112 – Dreckenach – L 82 in Lehmen |
| L 123 | L 117 – Saffig – L 98 in Bassenheim |
| L 125 | L 121 in Urmitz – Mülheim-Kärlich – L 127 – L 98 – Koblenz-Rübenach – L 52 – in Winningen |
| L 126 | L 121 in Urmitz – Kaltenengers – Sankt Sebastian (am Rhein) – Koblenz – / |
| L 127 | L 125 in Mülheim-Kärlich – in Koblenz-Metternich – in Koblenz-Ehrenbreitstein – in Bad Ems-Denzerheide |
| L 131 | in Trassem – Freudenburg – L 133 – Landesgrenze – (L 176 im Saarland) |
| L 132 | – Kreuzweiler – L 133 – Dilmar – Südlingen – Dittlingen – Merzkirchen – L 134 – Kahren – Saarburg – – L 138 – K 130 |
| L 133 | L 132 in Kreuzweiler – Beuren (Saargau) – Kirf – Kollesleuken – Freudenburg – L 131 – Taben-Rodt – |
| L 134 | (Provinzialstraße 122 in Luxemburg) – Bundesgrenze – – Wincheringen – Bilzingen – L 133 in Merzkirchen |
| L 135 | – Onsdorf – Kümmern – Mannebach (bei Saarburg) – L 137 – in Saarburg |
| L 136 | in Temmels – Fellerich – Tawern – |
| L 137 | in Konz – Filzen – Hamm – Saarbrücke – Kanzem – Schleusenkanal Kanzem – Wawern (Saar) – – L 135 |
| L 138 | – Konz – Niedermennig – Obermennig – L 139 – Krettnach – Oberemmel – Wiltingen – Schoden – Ockfen – Saarburg – L 132 – |
| L 139 | L 138 in Krettnach – Franzenheim – L 143 in Pluwig |
| L 141 | L 52 in Wittlich – – L 43 – Salmrohr – L 50 – Dörbach – L 47 – Hetzerath (Eifel) – L 49 – – L 48 – Schweich – – L 145 in Kirsch |
| L 142 | – Landesgrenze – (L 151 im Saarland) |
| L 143 | in Trier – L 145 – Kernscheid – L 144 – Pluwig – L 139 – L 146 – Hinzenburg – Heddert – Schillingen – |
| L 144 | L 145 in Trier – L 143 |
| L 145 | L 143 in Trier – L 144 – L 149 – Ruwer – Kirsch – L 141 – Longuich – L 150 – Riol |
| L 146 | L 143 – Schöndorf – Holzerath – L 148 in Reinsfeld |
| L 147 | in Hermeskeil – Gusenburg – Grimburg – Landesgrenze – (L 150 im Saarland) |
| L 148 | in Trittenheim – L 156 – L 48 – L 150 – Bescheid – L 149 – L 152 – L 151 – Reinsfeld – L 146 – |
| L 149 | L 145 in Ruwer – Kasel – Waldrach – L 151 – Herl – Lorscheid – L 148 in Bescheid |
| L 150 | L 145 – Fastrau – Fell – – L 148 – L 155/ |
| L 151 | bei Kenn – bei Reinsfeld und in Hermeskeil – Landesgrenze – (L 149 im Saarland) |
| L 152 | L 148 – Beuren (Hochwald) – L 153 – |
| L 153 | – Thalfang – Dhronecken – L 152 |
| L 154 | L 150 – L 153 in Thalfang |
| L 155 | L 156 in Neumagen-Dhron – Papiermühle – Berglicht – |
| L 156 | – L 157 – Neumagen-Dhron – L 155 – L 148 |
| L 157 | L 156 – |
| L 158 | in Mülheim (Mosel) – |
| L 159 | / – Hinzerath – L 160 |
| L 160 | in Morbach – L 159 – Bruchweiler – L 162 – Kempfeld – L 178 – L 179 – L 180 – Niederwörresbach – L 175 – Fischbach (bei Idar-Oberstein) – |
| L 162 | in Allenbach – Wirschweiler – Sensweiler – Bruchweiler – L 160 – Schauren (bei Idar-Oberstein) – L 179 – Stipshausen – Rhaunen – L 180 – L 182 – Woppenroth – L 184 – Gehlweiler – Gemünden (Hunsrück) – L 229 – Mengerschied – L 108 – |
| L 163 | – in Allenbach |
| L 164 | – / |
| L 165 | in Hermeskeil – L 166 – Muhl – Abentheuer – Brücken (bei Birkenfeld) – L 167 – Ellweiler – |
| L 166 | – Thiergarten – Damflos – L 165 – Schmelz – Neuhütten – Landesgrenze – (L 147 im Saarland) |
| L 167 | (L 146 im Saarland) – Landesgrenze – Achtelsbach – Brücken (bei Birkenfeld) – L 165 – Birkenfeld – |
| L 168 | – L 169 in Neubrücke (Nahe) |
| L 169 | – Neubrücke (Nahe) – L 168 – Hoppstädten – L 170 – Heimbach – L 347 – L 176 – L 348 – Baumholder – Niederalben – |
| L 170 | in Birkenfeld – Dienstweiler – Hoppstädten – L 169 – Gimbweiler – Landesgrenze – (L 316 im Saarland) |
| L 172 | – Rimsberg – Nohen – L 173 – Reichenbach (bei Baumholder) – L 176 |
| L 173 | L 175 in Leisel – Wilzenberg-Hußweiler – Niederbrombach – Kronweiler – L 172 |
| L 174 | – L 175 – Oberhambach – Böschweiler – Burbach – |
| L 175 | L 174 – Hattgenstein – Schwollen – Leisel – L 173 – Siesbach – Hettenrodt – Tiefenstein – – L 177 – L 160 in Niederwörresbach |
| L 176 | – Enzweiler – L 172 – L 169 – Baumholder – L 347 – Landesgrenze – (L 176 im Saarland) |
| L 177 | L 175 – Veitsrodt – Vollmersbach – in Idar-Oberstein |
| L 178 | L 160 in Kempfeld – |
| L 179 | L 162 – Hellertshausen – Asbach (Hunsrück) – L 160 |
| L 180 | L 162/L 182 – Sulzbach (Hunsrück) – Oberhosenbach – Breitenthal (Hunsrück) – L 160 |
| L 182 | L 193/L 194 – Flughafen Hahn – / – Büchenbeuren – Laufersweiler – Gösenroth – L 185 – Rhaunen – L 162 – L 180 – Bundenbach – L 184 – Hahnenbach – Kallenfels – Kirn – L 183 – – Heimweiler – Becherbach bei Kirn – L 374 – Hundsbach – L 375 – Jeckenbach – L 373 – Breitenheim – |
| L 183 | L 182 in Kirn – in Hochstetten-Dhaun |
| L 184 | in Dickenschied – Rohrbach (Hunsrück) – L 162 – Schneppenbach – Bruschied – L 182 |
| L 185 | L 182 – Oberkirn – Lindenschied – Hecken (Hunsrück) – |
| L 187 | in Traben-Trarbach – L 190 – Bad Wildstein – Kautenbach – in Longkamp |
| L 189 | – Lösnich – Erden (Mosel) – Rachtig – in Zeltingen |
| L 190 | L 187 in Graach an der Mosel – L 192 – Irmenach – Hirschfeld (Hunsrück) – Horbruch – Krummenau – L 162 in Rhaunen |
| L 192 | in Enkirch – L 193 – Starkenburg (Mosel) – L 190 |
| L 193 | L 192 in Enkirch – Raversbeuren – L 182/L 194 – L 195 – L 197 – / in Kappel (Hunsrück) |
| L 194 | in Zell (Mosel) – Altlay – L 182/L 193 – Bärenbach – / |
| L 195 | L 193 – Schwarzen – Ober Kostenz – Nieder Kostenz – Liederbach – / |
| L 197 | – Rödelhausen – L 193 |
| L 199 | – Bullay – Merl – L 98 |
| L 200 | L 98 – Liesenich – L 202 |